# Yugo Florida (2025.)
Yugo Florida je srpski film iz 2025. godine, čiji je redatelj Vladimir Tagić, koji sa Milanom Ramšakom Markovićem potpisuje i scenarij.
Svjetska premijera filma održat će se u kolovozu 2025. godine na 31. Sarajevskom filmskom festivalu.

## Radnja
Zoran je kronično umoran „nindža“, radnik u noćnoj smjeni reality programa „Veliki brat“, gdje na pedesetak monitora promatra natjecatelje dok spavaju. Njegov čudan i gotovo besmislen život, koji dijeli s napušenim cimerom i suzdržanom bivšom djevojkom, radeći na reality televiziji, potpuno se preokrene kada, nakon još jedne neprospavane noći, primi poziv otuđenog oca Vese, kojem je dijagnosticiran rak. Iako su godinama bili udaljeni, Zoran odlučuje preuzeti brigu o njemu i pomoći mu kroz posljednje tjedne njegova života. Zajedno prolaze kroz besmisao državnog i privatnog zdravstvenog sustava, od liječnika do liječnika. Dok se svim snagama trudi pomoći ocu, Zoran ujedno bježi od teške istine, da mu otac polako umire. Svoje emocije usmjerava prema zapostavljenom ljubavnom životu i utjehu pokušava pronaći u dvjema jednako bezizglednim vezama, s bivšom djevojkom, sada tuđom zaručnicom Tamarom, i starletom iz „Velikog brata“ Emom.

## Glumačka postava
- Andrija Kuzmanović kao Zoran
- Nikola Peaković
- Hana Selimović
- Snježana Sinovčić Šiškov
- Jana Milosavljević
- Vahid Džanković
- Jovana Stojiljković kao Vera
- Bojana Stojković
- Goran Slavić
- Iva Milanović

## Produkcija
Film je nastao kao koprodukcija između produkcijskih kuća Sense Production (Srbija), Adriatic Western (Crna Gora), Eclectica (Hrvatska) i Contrast Films (Bugarska). Produkciju su podržali Filmski centar Srbije, nacionalni filmski fondovi spomenutih zemalja, te europski fondovi Kreativna Europa MEDIA i Eurimages.
Snimanje je započelo početkom studenoga 2023. na lokacijama u Beogradu i Mladenovcu, a trajalo je četiri tjedna. Završeno je početkom prosinca iste godine.

## Vanjske poveznice
- Službena stranica Sense Production
- Yugo Florida u internetskoj bazi filmova IMDb-a